# Calpe (pilar)
|  | No s'ha de confondre amb Calp. |

Calpe (grec Kalpe o Kalpis) és l'antic nom de Gibraltar. Constituí el pilar nord d'allò que els antics anomenaren Pilars o Columnes d'Hèrcules (el pilar del sud era a Àfrica, i es deia Abyle). El territori va pertànyer al Bastetans. Sembla que el nom dels dos pilars és el mateix, i derivaria de la paraula púnica "muntanya rocosa", però deformat diferentment a tots dos costats del Estret (Abyle = Kalpe). Formava una badia on hi havia la ciutat de Carteia. El nom modern Gibraltar que porta des del segle viii deriva de Djebel al-Tarik (la muntanya d'en Tarik) del nom del cap àrab que va desembarcar allí.